# Fernanda Torres
Fernanda Pinheiro Esteves Torres (Rio de Janeiro, 15 settembre 1965) è un'attrice e scrittrice brasiliana.
Nel 2024 ha ricevuto consensi per la sua interpretazione nel film Io sono ancora qui di Walter Salles, per il quale si è aggiudicata il Golden Globe per la migliore attrice in un film drammatico, il Satellite Award per la migliore attrice e la candidatura al Premio Oscar alla miglior attrice protagonista.

## Biografia
Figlia d'arte, Fernanda Torres è la secondogenita dei due attori Fernando Torres e Fernanda Montenegro. Il fratello maggiore, Claudio Torres, è diventato regista, mentre lei ha seguito le identiche orme dei genitori. 
Ha partecipato nel 1981 alla sua prima telenovela, Destini, con un piccolo ruolo; lo stesso anno le è stata affidata una parte più impegnativo nella telenovela Brillante, dove ha dato volto a Marilia, la giovanissima e viziata nipote dei gioiellieri Newman. Sia in Destini che in Brillante ha recitato insieme alla madre.
Subito dopo ha debuttato nel cinema, e nel 1986, dunque appena ventenne, è stata premiata all'annuale Festival di Cannes come miglior attrice protagonista per la sua interpretazione nel film Eu sei que vou te amar. Sempre nello stesso anno ha per la prima volta svolto un ruolo da protagonista in televisione, nella telenovela Giungla di cemento. Da allora Fernanda Torres ha intensificato la propria carriera di attrice, dividendosi equamente tra film e telenovele, dove per anni ha ricoperto perlopiù ruoli comici e brillanti salvo poi affrontare sempre più spesso produzioni di taglio drammatico. Nel 1997 è stata nel cast di 4 giorni a settembre insieme alla madre, pellicola brasiliana candidata all'Oscar al miglior film in lingua straniera. Ha lavorato anche in teatro.
Nel 2013 ha esordito nella narrativa, scrivendo il romanzo Fine, da cui poi nel 2023 è stata tratta una miniserie televisiva di dieci episodi, Fim, sceneggiata e interpretata dalla stessa Torres per la piattaforma streaming Globoplay.
Nel 2024 ha dato volto alla moglie dell'attivista antifascista Rubens Paiva, assassinato durante la dittatura militare brasiliana, nella pellicola Io sono ancora qui, presentata in anteprima alla 81ª Mostra internazionale d'arte cinematografica di Venezia. L'interpretazione offerta dalla Torres è stata acclamata dalla critica specializzata e l'ha portata a diventare la prima attrice brasiliana a vincere un Golden Globe in una categoria recitativa, a ventisei anni di distanza da quando la madre fu nominata nella medesima categoria per Central do Brasil (1998). L'attrice si è successivamente aggiudicata il Satellite Award ed è stata candidata all'Oscar alla miglior attrice, anche in questo ultimo caso ripercorrendo le orme della madre. La pellicola è stata invece premiata con l'Oscar al miglior film straniero, diventato la prima statuetta in assoluto vinta dal Brasile.

## Vita privata
Fernanda Torres è madre di due maschi, Antonio e Joaquin, avuti col suo secondo e attuale marito, il regista e produttore cinematografico Andrucha Waddington, che l'ha diretta in alcune pellicole. La coppia, che è convolata a nozze nel 1997, ha superato una grave crisi coniugale nel 2010. In precedenza l'attrice era stata fidanzata con un regista teatrale, e prima ancora, dai 17 ai 20 anni, con Pedro Bial, noto giornalista e conduttore televisivo.

## Filmografia

### Cinema
- Inocência, regia di Walter Lima Jr. (1983)
- Amenic - Entre o Discurso e a Prática (1984)
- A Marvada Carne (1985)
- Madame Cartô (1985)
- Sonho Sem Fim (1985)
- Eu sei que vou te amar (1986)
- Com Licença, Eu Vou à Luta (1986)
- A Mulher do Próximo (1988)
- Fogo e Paixão (1988)
- Kuarup (1989)
- Beijo 2348/72 (1990)
- Capitalismo Selvagem (1993)
- O Judeu (1996)
- Terra Estrangeira (1996)
- 4 giorni a settembre (1997)
- Miramar (1997)
- O Primeiro Dia (1998)
- Traição, regia di José Henrique Fonseca, Arthur Fontes e Cláudio Torres (1998)
- Gêmeas, regia di Andrucha Waddington (1999)
- Os Normais - O Filme (2003)
- Redentor (2004)
- Casa de Areia (2005)
- Saneamento Básico, o Filme (2007)
- Jogo de Cena (2007)
- A Mulher Invisível (2009)
- Os Normais 2 - A Noite Mais Maluca de Todas (2009)
- Os Normais 3 - A Comédia Finale (2011)
- Io sono ancora qui (Ainda estou aqui), regia di Walter Salles (2024)

### Televisione
- Destini (Baila comigo) (1981)
- Brillante (Brilhante) (1981)
- Vídeo Show (1983)
- Caso Especial, episodio "O Fantasma de Canterville" (1983)
- Concertos para a Juventude (1983)
- Eu Prometo (1983)
- Parabéns pra Você (1983)
- Giungla di cemento (Selva de Pedra) (1986)
- Caso Especial, episodio "Todas as Mulheres do Mundo" (1990)
- One Man's War (1991)
- A Comédia da Vida Privada, 5 episodi (1995-1997)
- Vida ao Vivo Show (1998)
- Luna Caliente (1999)
- Casseta & Planeta, Urgente!, 4 episodi (1999-2009)
- As Filhas da Mãe (2001)
- Os Normais (2001-2003)
- Brava Gente, episodio "Lira Paulistana" (2002)
- Um Só Coração (2004)
- Os Amadores (2006)
- Sexo Oposto (2008)
- Bicho Homem (2009)
- Programa Piloto (2010)
- Fim (2023)

## Doppiatrici italiane
- Emanuela Rossi in Giungla di cemento
- Anna Cesareni in Io sono ancora qui

## Riconoscimenti
Premio Oscar
- 2025 – Candidatura alla miglior attrice per Io sono ancora qui

Golden Globe
- 2025  – Migliore attrice in un film drammatico per Io sono ancora qui

Festival di Cannes
- 1986 – Prix d'interprétation féminine per Eu sei que vou te amar

Satellite Awards
- 2025 – Miglior attrice per Io sono ancora qui

## Opere letterarie
- Fine (2013)
- Sete Anos: Crônicas (2014)
- A Glória e Seu Cortejo de Horrores (2017)